# Liste des évêques d'Aoste
La liste des évêques d'Aoste présente la liste épiscopale des titulaires du diocèse d'Aoste.

## Haut Moyen Âge
- Eustasius d'Aoste, † après 451
- Gratus (Saint Grat), † un 7 septembre après 470
- Joconde (Saint Joconde), † en 522 ?
- Agnellus d'Aoste, † 29 avril 528.
- Gall d'Aoste, † 5 octobre 546
- Plocéan, VIe ou VIIe siècle (?)

...
- vers 876-877 : Ratborn

...
- vers 923 : Anselme mort un 16 janvier 940[1], considéré comme historiquement « douteux » [2]
- vers 945 : Griffon « douteux » [3] ;
- vers 960 : Gison   « douteux » [4];
- vers 969 : Luitfred

...
- 994-1022 : Anselme Ier

## Moyen Âge central
- 1022-1032 : Burcard
- fl. 1062/1063 : Anonyme [5].
- 1075-1090 : Anselme II
- vers 1097 mort le 25/26 novembre 1113/1114 : Boson Ier dit de la Porte Saint-Ours
- 1132-20 octobre 1138/1139 : Herbert d'Aoste
- 1141-1142 : Armann d'Aoste
- 1143 : Boson II de la Porte Saint-Ours
- 1147 : Hugues d'Aoste
- 1149-1158 : Arnulphe d'Avise (Bienheureux)
- 1159-1170 : Guillaume de La Palud de Gressan
- 1170-1176 : Aymon de la Porte Saint-Ours
- 1180-1185 : Guy
- 1186-1212 : Valbert
- 1213-1219 : Jacques Ier de Portia
- 1220-25 avril 1243 : Boniface Ier de Valperga (Bienheureux)
- 1243 : Rodolphe Grossi du Châtelard de La Salle dans le Valdigne élu mais il est nommé archevêque de Tarentaise;
- 1243-1246 : Vacance du Siège, Rodolphe Grossi, administrateur ;
- 1246-1257 : Pierre Ier de Pra
- 1258-1259 : Pierre II d'Étroubles
- 1260-1264 : Pierre III du Palais ou de Sarre
- 1266-29 mars 1272 : Humbert de Villette
- 1272-1273 : Aymon de Challant nommé évêque de Verceil.
- 1275-20 janvier 1283 : Simon de Duin
- 1283-7 octobre 1301 : Nicolas Ier de Bersatoribus

## Moyen Âge tardif
| Nom                                          | Portrait ou armoiries | date de début   | date de fin                          | Notes |
| -------------------------------------------- | --------------------- | --------------- | ------------------------------------ | --- |
| Émeric Ier de Quart (vers 1255-1313)         |                       | automne 1301    | 1er septembre 1313 (décès)           | Sa vie et ses vertus sont développées de manière hagiographique par l'abbé Henry, toutefois, il n'est confirmé comme bienheureux que 14 juillet 1889 par le pape Léon XIII. Sa fête est fixée le 1er septembre dans sa paroisse de Quart et le 1er août par le Martyrologe romain. |
| Arduce de Pont-Saint-Martin (vers 1265-1327) |                       | printemps 1314  | mars 1327 (décès)                    | Appartient à la famille des seigneurs de Pont-Saint-Martin. Était chanoine de la cathédrale d'Aoste lorsqu'il fut élu évêque. |
| Nicolas II de Bersatoribus (vers 1277-1361)  | Inconnu               | fin 1327        | 23 juin 1361 (décès)                 | Il fonde dans le palais épiscopal une chapelle sous le vocable de Saint-Thomas de Cantorbéry. Il entre en conflit avec les officiers du comte Amédée VI de Savoie mais reçoit ce dernier dans son palais épiscopal. Il devient ensuite un conseiller du comte Amédée VI de Savoie avec qui il est présent lors d'un acte du 27 juillet 1355.                                                                             |
| Émeric II de Quart (vers 1305-1372)          |                       | 22 octobre 1361 | 10 octobre 1372 (décès)              | Petit-neveu d’Émeric Ier. Considéré comme Bienheureux, faisait l'objet d'un culte local bien que ce titre ne lui ait pas été reconnu officiellement. Sa fête était fixée au 6 juillet. |
| Boniface II de Challant (vers 1308-1376)     |                       | 1375            | 12 août 1376 (décès)                 | L'un des fils d'Ébal de Challant, dernier vicomte d'Aoste. Considéré comme Bienheureux et faisait l'objet d'un culte local bien que ce titre ne lui ait jamais été reconnu officiellement par l'Église catholique. Sa fête était fixée au 2 décembre. |
| Jacques II Ferrandin (vers 1325-1399)        | Inexistante           | 31 mai 1377     | 7 juin 1399(décès)                   | Il eut une position très effacée tout au long de son épiscopat. Érige une nouvelle paroisse à Valgrisenche en 1392. |
| Pierre de Sonnaz (vers 1352-1410)            |                       | 25 janvier 1400 | 18 janvier 1410(décès)               | Frère mineur au couvent de Chambéry lorsqu'il est nommé évêque d'Aoste par le Pape Benoit XIII le 31 octobre 1399. Institue la fête de Saint-Grat par le décret synodial du 10 mai 1407. |
| Oger Moriset (vers 1365-1441)                |                       | 11 janvier 1411 | 30 juillet 1433                      | Selon Joseph-Marie Henry, Oger Moriset serait le dernier évêque d'Aoste à avoir porté le titre de « Comte d'Aoste » dont il se « serait désisté à la prière du duc de Savoie » Nommé évêque de Maurienne le 11 février 1433, jusqu'à sa mort, le 11 janvier 1441. |
| Georges de Saluces (vers 1388-1461)          |                       | 16 février 1433 | 1er avril 1440                       | Issu de la famille des marquis de Saluces. Évêque de Lausanne du 1er avril 1440 au 5 novembre 1461 (sa mort). |
| Jean de Prangins (vers 1362-1446)            |                       | 1er avril 1440  | 23 octobre 1444                      | Évêque de Lausanne de 1433 à 1440. Archevêque titulaire de Nicée de 1444 à 1446. |
| Antoine de Prez (vers 1395-1464)             |                       | 23 octobre 1444 | 4 avril 1464 (meurt le mois suivant) | Est à l'origine du nouveau cloître de la cathédrale d'Aoste, commencé dès 1443 par l'architecte Pierre Berger, poursuivi par son neveu et homonyme et terminé en 1460 par Marcel Gérard en 1460 et de la châsse de Grat d'Aoste en argent couvert d'or et pierreries réalisée par Guillaume de Locana et complétée par l'orfèvre flamand Jean de Malines, où il dépose lui-même les reliques du saint le 2 juillet 1458. |
| François de Prez (vers 1425-1511)            |                       | 4 avril 1464    | 22 mai 1511 (décès)                  | Neveu du précédent. Met en œuvre un chantier de restauration de sa cathédrale qu'il dote de splendides stalles et de vitraux colorés. Réalise le plus long épiscopat certifié du diocèse d'Aoste : 47 ans. |
| Charles de Challant (vers 1466-1519)         |                       | 24 mai 1511     | 22 août 1511                         | Désigné par François de Prez pour sa succession, et élu par les chanoines d'Aoste. Le pape refusa sa nomination. |
| Ercole d'Azeglio (vers 1457-1515)            | Inconnu               | 22 août 1511    | 6 juin 1515 (décès)                  | Candidat choisi par le pape Jules II. |

## Époque moderne
| Nom                                       | Portrait ou armoiries | date de début     | date de fin               | Notes |
| ----------------------------------------- | --------------------- | ----------------- | ------------------------- | --- |
| Amedeo Berruti (vers 1470-1525)           | Inconnu               | 13 juin 1515      | février 1525 (décès)      | Gouverneur de Rome de 1514 à 1517. |
|                                           | Vacance de siège      | février 1525      | 1527                      | Durant l'année 1527, deux prétendants se désistèrent : - Jean-Baptiste Provana de Leyni (~1480-1548) ; - Álvaro Rodriguez (~1475- après 1528). |
| Pierre IV Gazin (vers 1490-1557)          | Inconnu               | 24 janvier 1528   | 21 mai 1557 (décès)       | Son épiscopat fut majoritairement marqué par la chasse des protestants établis durant la vacance. |
| Marc-Antoine Bobba (1500-1575)            |                       | 14 juin 1557      | 30 avril 1568             | Créé cardinal en 1565. |
| Jérôme Ferragata (vers 1517-1572)         | Inconnu               | 30 avril 1568     | 24 juillet 1572 (décès)   | Également nommé évêque titulaire de Verissa (de) en Thrace. |
| Cesare Gromis (vers 1521-1585)            | Inconnu               | 19 novembre 1572  | 25 juin 1585 (décès)      | |
| Jean II Geoffroi Ginod (vers 1539-1592)   | Inconnu               | 16 juin 1586      | 26 février 1592 (décès)   | |
| Honoré Lascaris de Vintimille (1526-1594) | Inconnu               | 23 mars 1594      | 11 juillet 1594 (décès)   | Mort après seulement quatre mois d'épiscopat, dont un seul où il résida dans son diocèse. |
| Barthélémy Ferreri (1539-1607)            | idem.                 | 5 mai 1595        | 4 août 1607 (décès)       | Il est à l'origine de la création du Collège d'Aoste connu sous le nom de Collège Saint-Bénin. |
|                                           | Vacance de siège      | 4 août 1607       | 31 janvier 1611           | |
| Ludovic Martini (1566-1621)               | idem.                 | 31 janvier 1611   | 10 décembre 1621 (décès)  | Est à l'origine l'érection la paroisse de Lillianes en la démembrant de celle de Perloz le 31 mai 1614 et de celle de Pont-Saint-Martin la même année. |
| Jean-Baptiste Vercellin (1586-1651)       | idem.                 | 29 octobre 1622   | 17 mars 1651 (décès)      | Il est à l'origine de la création de plusieurs paroisses Pontboset démembrée de Champorcher en mars 1625, Bionaz détachée de Valpelline en janvier 1641 Rhêmes-Notre-Dame de Rhêmes-Saint-Georges en juin 1650. Doit de plus faire face à l'épidémie de peste « dite de 1630 ». |
|                                           | Vacance de siège      | 17 mars 1651      | 16 octobre 1656           | |
| Philibert Milliet de Faverges (1606-1663) |                       | 16 octobre 1656   | 26 juillet 1658           | Est nommé évêque d'Ivrée le 26 juillet 1658, jusqu'à sa mort (1663). |
| Antoine-Philibert Bailly (1605-1691)      | Inconnu               | 13 janvier 1659   | 24 avril 1691 (décès)     | Participe à l'élaboration de la théorie de l'Intramontanisme. Érige trois nouvelles paroisses : Gressoney-Saint-Jean séparée d'Issime en 1660, et en 1686 Champdepraz de Montjovet et Gressoney-La-Trinité de Gressoney-Saint-Jean.                                             |
| Alexandre de Soyrier (1632-1706)          | idem.                 | 25 juin 1692      | 25 août 1698              | Nommé évêque d'Ivrée le 24 novembre 1698, jusqu'à sa mort. |
| François-Amédée Milliet (1664-1744)       |                       | 1er février 1699  | 11 juin 1727              | Nommé archevêque de Tarentaise le 11 juin 1727, jusqu'à sa mort, en 1744. |
| Jacques III Rambert (1669-1728)           | Inconnu               | 11 juin 1727      | 16 septembre 1728 (décès) | Prend possession de l'évêché d'Aoste le 31 janvier 1728 mais il meurt le 16 septembre de la même année. |
| Jean III Grillet (1666-1730)              | idem.                 | 12 juillet 1729   | 14 septembre 1730 (décès) | Dominicain. Meurt un peu plus d'un an après sa nomination. |
|                                           | Vacance de siège      | 14 septembre 1730 | 22 février 1741           | Liée aux querelles entre le Saint-Siège et la cour de Turin qui ne permettent pas la nomination d'un successeur. |
| Pierre-François de Sales (1704-1783)      |                       | 22 février 1741   | 29 novembre 1783          | Réalise l'un des épiscopats les plus longs du diocèse d'Aoste : 42 ans. |

## Époque contemporaine
| Nom                                           | Portrait ou armoiries | date de début     | date de fin             | Notes |
| --------------------------------------------- | --- | ----------------- | ----------------------- | --- |
| Paul-Joseph Solaro (1743-1824)                | Inconnues | 20 septembre 1784 | 15 mai 1803             | Destitué lors de l'arrivée des français en vallée d'Aoste. Fait cardinal en 1816. |
| Joseph-Marie Grimaldi (1754-1830)             | | 1er février 1805  | 17 juillet 1817         | Évêque de Pignerol (1797-1803), évêque d'Ivrée (1805-1817), archevêque de Verceil (1817-1830). |
| André-Marie de Maistre (1757-1818)            | | 13 décembre 1817  | 18 juillet 1818 (décès) | |
| Jean-Baptiste Aubriot de la Palme (1752-1826) | d'argent à 2 palmes de sinople en sautoir, chargé d'une couronne de laurier du même, au chef d'azur chargé d'un casque d'argent | 10 octobre 1818   | 24 août 1823            | Démissionne de ses fonctions en 1823. |
| Evase-Second-Victor Agodino (1767-1831)       | Inconnu | 18 juillet 1824   | 21 avril 1831 (décès)   | Diplômé en théologie en 1787. Fut pendant plusieurs années professeur de morale, de théologie et de dogmatique à l'Université de Turin.                                                               |
| André Jourdain (1780-1859)                    | Inconnu | 2 juillet 1832    | 29 mai 1859 (décès)     | |
|                                               | Vacance de siège | 29 mai 1859       | 22 février 1867         | Jacques-Joseph Jans, vicaire capitulaire, régit le diocèse. |
| Jacques-Joseph Jans (1813-1872)               | | 22 février 1867   | 21 mars 1872            | Docteur en Droit et en Droit canon en 1835. Membre fondateur de l'Académie Saint-Anselme dont il assume la vice-présidence de 1855 à 1867.                                                            |
| Joseph-Auguste Duc (1835-1922)                | | 29 juillet 1872   | 19 décembre 1907        | Nommé archevêque in partibus de Trajanopolis (de) en 1907. A présidé l'Académie Saint-Anselme de 1878 à 1908                                                                                          |
| Jean-Vincent Tasso (1850-1919)                | Inconnu | 17 février 1908   | 24 août 1919(décès)     | |
| Claude-Ange-Calabrese (1867-1932)             | Inconnu | 7 mai 1920        | 7 mai 1932(décès)       | Fut ordonné prêtre le 21 septembre 1889 et devient chanoine théologal de la cathédrale de Suse dans le Piémont, avant d'être nommé évêque.                                                            |
| François Imberti (1882-1967)                  | Inconnu | 23 mai 1932       | 19 octobre 1945         | Archevêque de Verceil (1945-1966), Évêque titulaire de Vulturia (de) en Gaule cisalpine (1966-1967).                                                                                                  |
| Mathurin Blanchet (1892-1974)                 | | 18 février 1946   | 15 octobre 1968         | Évêque titulaire de Limata (de) en Algérie (1968-1974). |
| Ovidio Lari (1919-2007)                       | Inconnu | 15 octobre 1968   | 30 octobre 1994         | Docteur en théologie à l'Angelicum de Rome, professeur de littérature, philosophie et théologie au séminaire de Volterra de 1941 à 1968 et de Lettres au Séminaire Régional de Sienne de 1955 à 1958. |
| Joseph Anfossi (né en 1935)                   | | 30 décembre 1994  | 9 novembre 2011         | Ordonné prêtre le 21 juin 1959 pour l'Archidiocèse de Turin. |
| Franco Lovignana (né en 1957)                 | | 9 novembre 2011   | En cours                | Est professeur de théologie au Grand séminaire d'Aoste de 1984 à 2005. Il est curé à Rhêmes-Notre-Dame de 1984 à 1995 et à Introd et Rhêmes-Saint-Georges in solidum de 1994 à 1995.                  |